# Telmatactis carlgreni
Telmatactis carlgreni är en havsanemonart som beskrevs av Doumenc, Chintiroglou och Foubert 1989. Telmatactis carlgreni ingår i släktet Telmatactis och familjen Isophelliidae. Inga underarter finns listade i Catalogue of Life.